# Estádio Charles Konan Banny
O Estádio Charles Konan Banny (em francês: Stade Charles Konan Banny), anteriormente denominado Estádio de Iamussucro (em francês: Stade de Yamoussoukro), é um estádio de futebol localizado na cidade de Iamussucro, antiga capital da Costa do Marfim. Inaugurado em 3 de junho de 2022, foi uma das sedes oficiais do Campeonato Africano das Nações realizado no país em 2023.
É oficialmente a casa onde o clube local Société Omnisports de l'Armée manda seus jogos oficiais por competições nacionais e continentais. A Seleção Marfinense de Futebol esporadicamente também manda jogos amistosos e oficiais no estádio, cuja capacidade máxima alcança 20 000 espectadores.

## Homenagem
Após sua inauguração em 3 de junho de 2022 através de partida amistosa disputada entre as seleções da Costa do Marfim e da Zâmbia, vencida pelos marfinenses por 3–1, o presidente Alassane Ouattara decretou que o nome do estádio passaria a render homenagem à Charles Konan Banny, político marfinense que serviu como primeiro-ministro entre 2005 e 2007 e que faleceu em 10 de setembro de 2021, aos 78 anos, vítima de complicações decorrentes da COVID-19.